# Hugues Pagan
Pour les articles homonymes, voir Pagan.
Œuvres principales
- Dernière station avant l'autoroute
- Tarif de groupe

Hugues Pagan, né le 17 avril 1947 à Orléansville (aujourd'hui Chlef), en Algérie, est un écrivain et scénariste français.

## Biographie
En 1962, à 16 ans, bachelier, il quitte l'Algérie après les accords d'Evian et s'installe avec sa famille à Vesoul. Quatre ans plus tard, ayant obtenu une maîtrise de philosophie, il enseigne à Gérardmer dans les Vosges. En 1968, il met fin à sa carrière dans l'enseignement. Il exerce ensuite divers métiers : journaliste, attaché bancaire, photographe pour un journal local. En 1973, il passe le concours d'inspecteur de police du Ministère de l'Intérieur, et après une scolarité à l'École supérieure des inspecteurs de la Police nationale (ESIPN), à Cannes-Ecluses, il exerce cette profession, durant 23 ans,.
Fonctionnaire de police, il devient auteur de romans policiers en 1982, puis scénariste de films et de séries de télévision. Ses récits policiers, qui appartiennent au roman noir, s'apparentent aux œuvres de Howard Fast et à l'atmosphère glacée des films de Jean-Pierre Melville.
De 2008 à 2018, il signe les scénarios de l'adaptation pour la télévision de France 2 des romans de la série policière historique Nicolas Le Floch de Jean-François Parot.

## Œuvre

### Romans
- La Mort dans une voiture solitaire, Fleuve noir, 1982 - Rivages/Noir no 133, 1992
- L'Eau du bocal, Fleuve noir, 1983 - Rivages/Noir no 295, 1998
- Je suis un soir d'été, Fleuve noir, 1983 - Rivages/Noir no 453, 2002
- Vaines Recherches, Fleuve noir, 1984 - Rivages/Noir no 338, 1999
- Boulevard des allongés, Fleuve noir, 1984 - Rivages/Noir no 216, 1995
- Last Affair, Albin Michel, 1985 - Rivages/Noir no 270, 1997
- Les Eaux mortes, Rivages/Noir no 17, 1987
- L'Étage des morts , Albin Michel, 1990 - Rivages/Noir no 179, 1994
- Tarif de groupe, Rivages/Thriller, 1993 - Rivages/Noir no 401, 2001
- Dernière station avant l'autoroute, Rivages/Thriller, 1997 - Rivages/Noir no 356, 2000 (Adapté en bande dessinée par Didier Daenincks, dessins de Mako, éditions Casterman-Rivages noirs, 2010)
- Profil perdu, Rivages/Thriller, 2017
- Mauvaises Nouvelles du front, Rivages/Noir, 2018  (ISBN 978-2-7436-4547-2)
- Le Carré des indigents, Rivages/Noir, 2022  (ISBN 978-2-7436-5493-1)
- L'Ombre portée, Rivages/Noir, 2025

### Nouvelle
- La Guêpe, (avril 1985) dans Polar no 21 (1999)

### Scénarios pour le cinéma et la télévision
- 1987 : Vaines recherches, téléfilm de Nicolas Ribowski : scénariste, d'après son roman Vaines recherches
- 1996 : Les Aveux de l'innocent, film de Jean-Pierre Améris : scénariste
- 1999-2001 : Police District (série télévisée) : créateur et scénariste
- 2004 : S.A.C., des hommes dans l'ombre (téléfilm) : scénariste
- 2006 : Mafiosa, le clan (série télévisée) : créateur et scénariste
- 2006 : Un flic (série télévisée) : créateur et scénariste
- 2008 : Diamant 13, film de Gilles Béhat : scénariste, d'après son roman L'Étage des morts
- 2008-2017 : Nicolas Le Floch (série télévisée) : scénariste, d'après l'œuvre de Jean-François Parot

## Prix et distinctions

### Prix
- Prix Mystère de la critique 1998 pour Dernière station avant l'autoroute[4]
- Prix Landerneau 2022 pour Le Carré des indigents[5]
- Grand Prix de littérature policière 2022 pour Le Carré des indigents[6]

### Nomination
- Trophée 813 2023 du roman francophone pour Le Carré des indigents[7]

### Décoration
- Chevalier de l'ordre des Arts et des Lettres

### Sources
- Claude Mesplède (dir.), Dictionnaire des littératures policières, vol. 2 : J - Z, Nantes, Joseph K, coll. « Temps noir », 2007, 1086 p. (ISBN 978-2-910-68645-1, OCLC 315873361), p. 475-477.